# Hemitesia
Hemitesia is een geslacht van zangvogels uit de familie Cettiidae. Soms worden soorten uit dit geslacht overgeheveld naar het geslacht Urosphena.
Er zijn twee soorten:
- Hemitesia neumanni  – Neumanns struikzanger
- Hemitesia pallidipes  – Bleekpootstruikzanger